# Saint-Pierremont (Ardenne)
Saint-Pierremont è un comune francese di 103 abitanti situato nel dipartimento delle Ardenne nella regione del Grand Est.

## Società

### Evoluzione demografica
Abitanti censiti